# Luna (film)
Luna je britské filmové drama z roku 2014. Jeho režisérem byl Dave McKean, který je rovněž autorem scénáře (autorem příběhu je spolu s ním Allen Spiegel, scénář napsal sám McKean) a podílel se na hudbě a stříhání filmu. Jde o McKeanův třetí celovečerní film. Hráli v něm Ben Daniels, Dervla Kirwan, Stephanie Leonidasová, Katia Winter a další. Natáčení snímku bylo dokončeno již v roce 2007, později se však kvůli financím odložilo dokončení samotného filmu. V roce 2010 byla obnovena post-produkce. Snímek byl kompletně dokončen v květnu roku 2014. Práva na mezinárodní distribuci snímku získala v srpnu 2014 společnost Media Luna. Světová premiéra filmu proběhla 6. září roku 2014 na Torontském mezinárodním filmovém festivalu. Premiéru v domovském Spojeném království měl snímek 1. října toho roku na nezávislém festivalu Raindance. Zde snímek získal cenu za nejlepší britský celovečerní film. Děj filmu se odehrává v anglickém Severním Devonu. V květnu 2015 byl film vydán na DVD. V červnu toho roku pak také na iTunes. Film je založen na skutečných událostech, které se staly McKeanovu příteli. Snímek kombinuje animaci se skutečnými herci.